# Friedrich Dorsch
Friedrich Dorsch (* 19. Oktober 1896 in Darmstadt; † 11. März 1987) war ein deutscher Psychologe.

## Leben
Friedrich Karl Georg Dorsch  studierte ab 1919 in Basel und Freiburg/Br. Philosophie, Psychologie, Pädagogik, Kunstgeschichte und die Grundlagenfächer der Medizin. 1923 erfolgte die Promotion zum Dr. phil. bei Karl Joël in Basel. Als ehemaliger Assistent von Fritz Giese übernahm Dorsch die Weiterarbeit an dessen Psychologischem Wörterbuch, das in Folge auch als Giese-Dorsch, dann als Dorsch-Giese, schließlich bis heute als Dorsch – Lexikon der Psychologie, mittlerweile auch online, erscheint. 

„Der Dorsch hat in der Psychologie seit vielen Jahrzehnten den Status eines zentralen Referenzwerks. Es existiert kein anderes deutschsprachiges Lexikon in dieser Disziplin, das diese Anforderungen nur annähernd so umfassend erfüllt.“

Im Wintersemester 1947/48 erhielt Friedrich Dorsch den Lehrauftrag für angewandte Psychologie an der Universität Tübingen. 1955 wurde er ebendort zum Honorarprofessor für Angewandte Psychologie ernannt. 1958 wurde er als Berufsberater pensioniert, arbeitete aber im Akademischen Berufsamt der Universität Tübingen bis 1966 weiter.

## Veröffentlichungen (Auswahl)
- Friedrich Dorsch. Dorsch Lexikon der Psychologie. Huber, 2013
- Friedrich Dorsch (1963). Geschichte und Probleme der angewandten Psychologie. H. Huber, 1963 - 282 Seiten
- Friedrich Dorsch (1970). Psychologisches Wörterbuch: Einführungen in die mathematische Behandlung psychologischer Probleme. Meiner, 1970 - 658 Seiten